# Rio Búbal
Búbal é um é um rio localizado no noroeste da Península Ibérica, Galiza, Espanha que deságua no rio Minho no município de Los Peares.